# Massaker auf Kefalonia
Das Massaker von Kefalonia war ein Kriegsverbrechen der Wehrmacht im Zweiten Weltkrieg. Deutsche Truppen erschossen 5200 Soldaten der italienischen Division „Acqui“, die sich am 21. und 22. September 1943 Teilen der deutschen 1. Gebirgs-Division auf der griechischen Insel Kefalonia ergeben hatten.

## Vorgeschichte
Nach dem Sieg der Achsenmächte im Balkanfeldzug (1941) über Griechenland wurde die Insel Kefalonia von deutschen und italienischen Truppen besetzt. Die dortigen Truppen bestanden aus 12.000 Soldaten der italienischen Infanteriedivision „Acqui“ und den deutschen Festungs-Grenadier-Bataillonen 909 und 810 mit etwa 2000 Mann gesamter Truppenstärke. Befehlshaber der Division Acqui war General Gandin und jener der deutschen Truppen Oberstleutnant Johannes Barge.

## Der September 1943
Als sich Italien am 8. September 1943 den Alliierten ergab (Waffenstillstand von Cassibile) und die Fronten wechselte, führte der Mangel an Befehlen und Nachrichten aus Rom zunächst zu heftiger Konfusion in den italienischen Stäben in Griechenland. Die deutschen Streitkräfte hatten sich unter dem Kennwort Fall Achse darauf vorbereitet die italienische Armee zu entwaffnen und die bisherigen italienischen Besatzungsgebiete unter Kontrolle bringen. Am 9. September begannen Gandin und Oberstleutnant Barge Verhandlungen über das weitere Schicksal der Division Acqui. Gandin befahl als Zeichen des guten Willens den Rückzug vom strategisch wichtigen Kardakata.

### 11. September

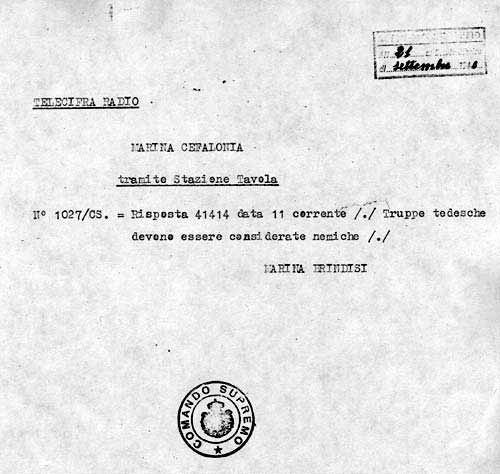
Befehl 1027/CS des italienischen Oberkommandos

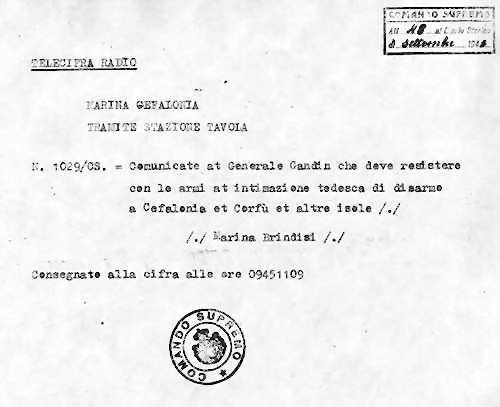
Befehl 1029/CS des italienischen Oberkommandos

Obwohl Gandin am 11. September 1943 aus Rom vom „Comando Supremo“, dem obersten Heereskommando, den Befehl „1027/CS“ erhalten hatte, „die deutschen Truppen als feindlich zu betrachten“ („considerare le truppe tedesche nemiche“), entschied er sich dennoch gegen den Widerstand seines Stabes und seiner Regimentskommandeure, die Waffen am 13. September um acht Uhr morgens zu strecken, jedoch unter der Bedingung, dass die endgültige Entwaffnung seiner Truppen erst erfolgen dürfe, sobald die Schiffe für die Rückführung seiner Truppen nach Italien Kefalonia erreicht hätten.
Auch ein weiterer am Abend des 11. Septembers eingetroffener Befehl aus Rom „1029/CS“, welcher besagte, dass „mit Waffengewalt Entwaffnungsversuchen der Deutschen auf Kefalonia, Korfu und anderen Inseln widerstanden werden muss“ („che deve resistere con le armi at intimazione tedesca di disarmo a Cefalonia et Corfù et altre isole“), wurde dabei von Gandin ignoriert.

### 12. September
Am Nachmittag des 12. September kam es zu schweren Auseinandersetzungen zwischen Soldaten beider Nationen, als Wehrmachtssoldaten zwei italienische Artillerieabteilungen in ihrem Abschnitt entwaffneten. Gandin gab Befehl, keine Gegenmaßnahmen zu ergreifen, und verhandelte unter der Bedingung weiter, dass es keinerlei weitere Veränderungen am Status quo mehr geben dürfe, bis die Verhandlungen abgeschlossen seien. Zuwiderhandlungen würden von seinen Truppen mit Waffengewalt beantwortet.

### 13. September
Als am nächsten Morgen – dem 13. September – die Wehrmacht versuchte, Verstärkungen bei Argostoli zu landen, eröffneten die drei verbliebenen italienischen Batterien des 33° Reggimento di artiglieria (33. Artillerie-Regiment) das Feuer und versenkten zwei von fünf Landungsbooten, wobei 5 deutsche Soldaten getötet wurden. 
Gandin verhandelte trotzdem entgegen seinen Befehlen und gegen den Willen seiner Offiziere und Mannschaften weiter, um schlussendlich die Waffen zu strecken und eine Rückführung seiner Truppen nach Italien zu erreichen. Daher verweigerte er auch jedes Treffen mit einer inzwischen eingetroffenen alliierten Militärdelegation.
Um 21:30 Uhr desselben Tages funkte Oberstleutnant Barge an das Hauptquartier des XXII. Gebirgs-Armeekorps, dass er eine Einigung mit General Gandin erzielt habe. Die Entwaffnung der Italiener werde in drei Phasen erfolgen: beginnend mit den Truppen in und um Argostoli am 14. September, gefolgt von den italienischen Truppen im Südosten von Kephalonia am 15. September. Schließlich sollten sich die Truppen um Sami am 16. September ergeben und dort alle Kriegsgefangenen versammelt werden, um nach Italien eingeschifft zu werden.
Gandin allerdings ließ in dieser Nacht seine gesamte Division in einem Referendum befragen, welche von drei Optionen sie wählen wollten:
- an der Seite der Deutschen weiterkämpfen,
- sich ergeben,
- gegen die Deutschen kämpfen.

### 14. September

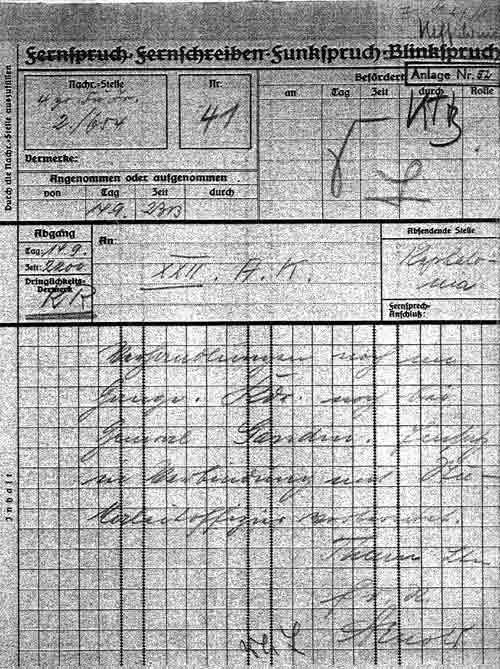
Leutnant Thuns Funkspruch

Am Morgen des 14. September stand das Ergebnis fest: Alle Kompanien hatten sich für die dritte Option entschieden.
Um zwölf Uhr desselben Tages übergab Gandin dem Leutnant der Wehrmacht Jakob Fauth einen Brief an Oberstleutnant Barge, in dem er erklärte: „Die Division weigert sich, meinen Befehl auszuführen, sich [im] Raum Sami zu versammeln, … Daher sind die Vereinbarungen mit Ihnen von gestern von der Division nicht angenommen worden. Die Division will auf ihrem Posten bleiben… dass sie ihre Waffen und Munition behalten [darf] und dass [sie den] Deutschen nur im Augenblick der Einschiffung die Artillerie übergeben will. Die Division versichert bei ihrer Ehre und mit Garantie, dass sie die Waffen nicht gegen die Deutschen richten würde. Wenn dies nicht geschieht, wird die Division lieber kämpfen…, und ich werde, wenn auch mit Schmerz, endgültig darauf verzichten, mit der deutschen Seite zu verhandeln, indem ich an der Spitze meiner Division bleibe…“ Um 22 Uhr desselben Tages funkte die deutsche Besatzung Kefalonias an das Hauptquartier des XXII. Gebirgs-Armeekorps: „Verhandlungen noch im Gange. Kdr noch bei General Gandin. Einsatz in Verbindung mit Stukaleitoffizier vorbereitet. Thun Ltn“.
Für den Einsatz gegen Kefalonia wurden die Stukas aus Megara (I./ Stuka-Geschwader 3) von Megara nach Araxos verlegt, um im Laufe der nächsten Tage täglich zwei Einsätze zu fliegen. Am 21. September flog die Stuka-Gruppe dann vier Einsätze gegen die italienischen Truppen auf der Insel.

### 15. September
Am Morgen des 15. Septembers funkte Oberstleutnant Barge an seine Vorgesetzten: „General Gandin hat sich nur zur Abgabe der feststehenden schweren Waffen bereitgefunden. Die bewegliche Artillerie und Flak will er erst bei Einschiffung übergeben. Eigene Angriffsvorbereitungen abgeschlossen. Günstigster Zeitpunkt für Angriffsbeginn 14h. Verlauf der Nacht ruhig.“

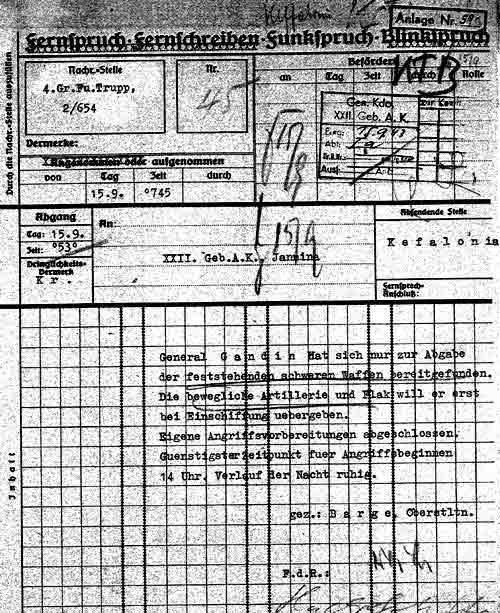
Oberstleutnant Barges Funkspruch

Um 12:30 Uhr begannen Sturzkampfflugzeuge (Stuka) der Luftwaffe mit der Bombardierung der italienischen Stellungen bei Argostoli. Gegen 14 Uhr befahl General Gandin, den Kampf aufzunehmen. Den Italienern waren mehrere Anfangserfolge beschieden – so gelang es dem 17° Reggimento di Fanteria (17. Infanterie-Regiment) am 15. September, 500 deutsche Soldaten gefangen zu nehmen. Im Verlauf der nächsten Tage jedoch landete die Wehrmacht Verstärkungen unter dem Befehl von General Hubert Lanz, bestehend aus Teilen der 1. Gebirgs-Division (hauptsächlich das Gebirgsjäger-Regiment 98) sowie Teilen der 104. Jäger-Division, und das Blatt begann sich zu wenden.

### 17. und 18. September
Oberstleutnant J. Barge wurde von General Hubert Lanz wegen der „bisherigen Kampfführung und aufgrund des Gefechtseindruckes an Ort und Stelle“ als Inselkommandant enthoben. Mit der Durchführung der Gesamtoperation wurde Major Harald von Hirschfeld beauftragt.
Am Morgen des 18. Septembers kam es zu schweren Gefechten bei der Brücke von Kimonico, wobei 437 Italiener fielen. Am selben Tag gab das Oberkommando der Wehrmacht den Befehl aus, dass „wegen des gemeinen und verräterischen Verhaltens auf Kephalonia keine italienischen Gefangenen zu machen“ seien.

### 21. September und später
Am 21. September kam es zu heftigen Gefechten in der Nähe von Pharsa, wobei 830 italienische Soldaten größtenteils durch Luftangriffen der I. und II. Gruppe des Stuka-Geschwader 3, die von Araxos aus operierten, getötet wurden. Insgesamt starben mehr als 1300 italienische Soldaten bei den Kämpfen auf Kefalonia. Die deutschen Verluste betrugen 40 Mann.
Ab dem Morgen des 21. September machten die deutschen Soldaten keine Gefangenen mehr und erschossen jeden Italiener, der sich ergab, auf der Stelle. Ganze Kompanien wurden nach der Streckung der Waffen hingerichtet. Bis um 16 Uhr des nächsten Tages, als General Gandin offiziell kapitulierte, wurden so 189 Offiziere und über 5000 Soldaten erschossen. Etwa 5300 Soldaten der Division gerieten nach der offiziellen Kapitulation in deutsche Kriegsgefangenschaft.
Am 24. September wurden wiederum entgegen der Zweiten Genfer Konvention von 1929 und entgegen der Haager Landkriegsordnung alle verbliebenen 280 Offiziere erschossen. Sieben davon wurden dafür sogar aus dem Lazarett geholt. Auch General Gandin wurde erschossen. 

### Korfu
Auf der Insel Korfu, wo sich die 8000 Mann starke italienische Besatzung am 25. September nach einem eintägigen heftigen Gefecht ergab, wurden 630 italienische Soldaten getötet. Am 26. September wurden alle überlebenden 280 Offiziere auf Korfu erschossen und ihre Leichen anschließend ins Meer geschmissen.

### Verluste auf dem Transport
Noch auf dem Abtransport starben viele italienische Soldaten durch Waffengewalt. Am 28. September sank der Frachter Ardena, der mit 840 Gefangenen auf dem Weg von Kefalonia zum Festland war, südlich von Argostoli bei einem alliierten Angriff durch einen Luftminentreffer. 720 italienische Gefangene starben dabei, darunter viele Überlebende des Massakers. Weitere 1000 bis 1300 Kriegsgefangene starben beim Untergang zweier kleinerer Schiffe durch alliierte Minen in der Nähe der Insel.

## Strafrechtliche Aufarbeitung
Hinsichtlich der beteiligten Gebirgsjäger wurden mehrfach juristische Untersuchungen aufgenommen, abgeschlossen und nach Medienberichten, politischen Ereignissen und immer neuen Materialhinweisen wiederaufgenommen, doch kam es in keinem der bisherigen Verfahren in Deutschland zu einer Anklageerhebung gegen Beteiligte.
Eine Anfrage von Simon Wiesenthal 1964 bei der Ludwigsburger Zentralstelle für Kriegsverbrechen, „ob das Massaker auf Kefalonia bereits Gegenstand strafrechtlicher Ermittlungen in der Bundesrepublik gewesen sei“, war der Anlass für eine erste staatsanwaltschaftliche Ermittlung. Nach fünf Jahren Recherche wurden diese von der Zentralstelle im Lande Nordrhein-Westfalen für die Bearbeitung von nationalsozialistischen Massenverbrechen in Dortmund das „Ermittlungsverfahren … wegen Beihilfe zum Mord“ Ende August 1969 zunächst eingestellt, da General Hubert Lanz bereits 1948 vom Nürnberger Militärtribunal (Fall 7: Südost-Generäle) unter anderem wegen der Erschießung des Acqui-Kommandeurs General Gandin und seiner Stabsoffiziere zu zwölf Jahren Haft verurteilt worden war. Gegen Lanz könne nach der Strafprozessordnung nicht nochmals verhandelt werden. Weiter wurde die Einstellung damit begründet, dass der kommandierende Regimentsbefehlshaber Major Harald von Hirschfeld  im Jahre 1945 verstorben sei und keine „lebenden deutschen Wehrmachtsangehörigen ermittelt werden“ konnten, die „für die Erschießung … verantwortlich oder an solchen … beteiligt waren“ und die vernommenen Offiziere („mangels Beweises oder weil der in Frage kommende Tatbestand Totschlag verjährt sei“) nicht „als Beschuldigte in Betracht“ kämen.
Ein Spiegel-Artikel im Dezember 1969 bewirkte jedoch erstmals ein größeres öffentliches Interesse. Der Artikel benannte dabei Zeitzeugen, darunter auch noch lebende deutsche Wehrmachtsangehörige.
Erst 1987 wurde die Ermittlungstätigkeit der deutschen Justiz durch einen Monitor-Bericht wieder ein öffentliches Thema. Der Moderator kommentierte die Reportage hinsichtlich der Justiz so: „Die deutsche Justiz hätte die Mörder von Kefalonia zur Verantwortung ziehen können, wenn sie die Ermittlungsverfahren nicht zum Teil erst zwanzig Jahre nach Ende des Krieges begonnen hätte und wenn sie die Beschuldigten mit größerer Konsequenz verfolgt hätte. So ist davon auszugehen, dass einige der Mörder von Kefalonia noch immer unbehelligt unter uns leben und von Pensionen zehren, die sie sich – ebenso unbehelligt – als Beamte oder Bundeswehrsoldaten erarbeitet haben.“
Im April 1992 gelang es Friedensaktivisten von Pax Christi, gegen den Bundeswehr-Generalleutnant Karl Wilhelm Thilo Aktenmaterial vorzulegen, das seine Beteiligung u. a. an dem Massenmord in „Kephallonia“ belegen sollte.
Ermittlungen, vor allem in Italien, kamen allerdings erst im November 1999 wieder in Gang, als alte Ermittlungsakten im „Schrank der Schande“ in Italien entdeckt wurden, die die Italien-Korrespondentin der Süddeutschen Zeitung Christiane Kohl zu jahrelangen und umfangreichen Recherchen motivierte.
Als der Massenmord auch Thema zwischen den Staatspräsidenten Italiens und Deutschlands wurde, begann im Herbst 2001 auch die Dortmunder Staatsanwaltschaft, die Ermittlungen wiederaufzunehmen: „Anlass sind nach Mitteilung des Dortmunder Oberstaatsanwalts Ulrich Maaß neue Erkenntnisse über mögliche Tatverdächtige, die sich offenbar aus Unterlagen der Gauck-Behörde, Recherchen in Militärarchiven sowie aus Berichten der Süddeutschen Zeitung ergeben haben.“ (SZ, 8. Oktober 2001)
Mitte Mai 2002 kam es zu ersten (und seitdem anhaltenden) Protesten gegen das alljährliche Gebirgsjägertreffen in Mittenwald. Es gründete sich ein Arbeitskreis angreifbare Traditionspflege, und 2003 strahlte die ARD einen Dokumentarfilm von Hans Rüdiger Minow Mord auf Kephallonia aus. Die VVN-BdA publizierte daraufhin eine Dokumentation mit einer Auflistung von 71 Gebirgsjägerkameraden aus den Mitgliedslisten des Kameradenvereins, die „dringend der Tat verdächtig seien“, und forderte die Fortführung des Strafermittlungsverfahrens und die Anklageerhebung. Danach erhielten zahlreiche Gebirgsjäger Vorladungsschreiben der Staatsanwaltschaft Dortmund. Aber auch die Wohnung eines VVN-BdA Redakteurs wurde durchsucht.
Im Mai 2004 berichtete die Frankfurter Rundschau: „Prozess über Massaker von Kephalonia steht kurz bevor … Ein Prozess gegen Veteranen der Wehrmachts-Gebirgstruppe rückt näher. Nach mehrjährigen Ermittlungen hält Oberstaatsanwalt Ulrich Maaß die Ermittlungsverfahren gegen zwei mutmaßliche Beteiligte der Massaker auf der griechischen Insel Kefalonia für ‚abschlussreif‘“. Jedoch wurden im Sommer 2006 die Ermittlungsverfahren an die zuständige Staatsanwaltschaft München I abgegeben und von Oberstaatsanwalt August Stern eingestellt. Stern erkannte auf „Totschlag“, und der Tötung lägen keine grausamen Absichten zugrunde. Damit wurde – wie bereits 1969 – kein Mord angenommen, und somit seien die Taten verjährt. Auch habe es sich nicht um „normale Kriegsgefangene“ gehandelt, erklärt Oberstaatsanwalt Stern, denn: „Aus Verbündeten wurden sie zu heftig kämpfenden Gegnern und damit im Sprachgebrauch des Militärs zu ‚Verrätern‘. Damit liegt der Fall nicht wesentlich anders, als wenn Teile der deutschen Truppe desertiert und sich dem Feind angeschlossen hätten. Eine daran anschließende Hinrichtung wäre wohl ebenfalls nicht als Tötung aus niedrigen Beweggründen im Sinne von § 211 StGB anzusehen.“
Im November 2008 beantragte die römische Militär-Staatsanwaltschaft beim zuständigen Richter die Eröffnung eines Prozesses wegen des Massakers auf Kefalonia. Ein deutscher Unteroffizier, der damals 23 Jahre alt war, soll an der Erschießung von Offizieren und Soldaten mitgewirkt haben und deswegen angeklagt werden.
Im Oktober 2013 wurde ein an der Ermordung von 117 italienischen Offizieren Beteiligter mittlerweile 90-jähriger Ex-Unteroffizier des Massakers von einem Militärgericht in Abwesenheit zu lebenslanger Haft verurteilt.

## Erinnerungskultur

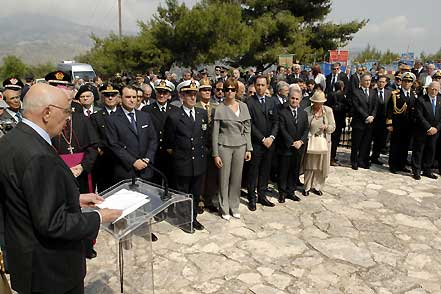
Gedenkfeier mit Veteranen im Beisein des Italienischen Präsidenten Giorgio Napolitano, 2007 auf Kefalonia

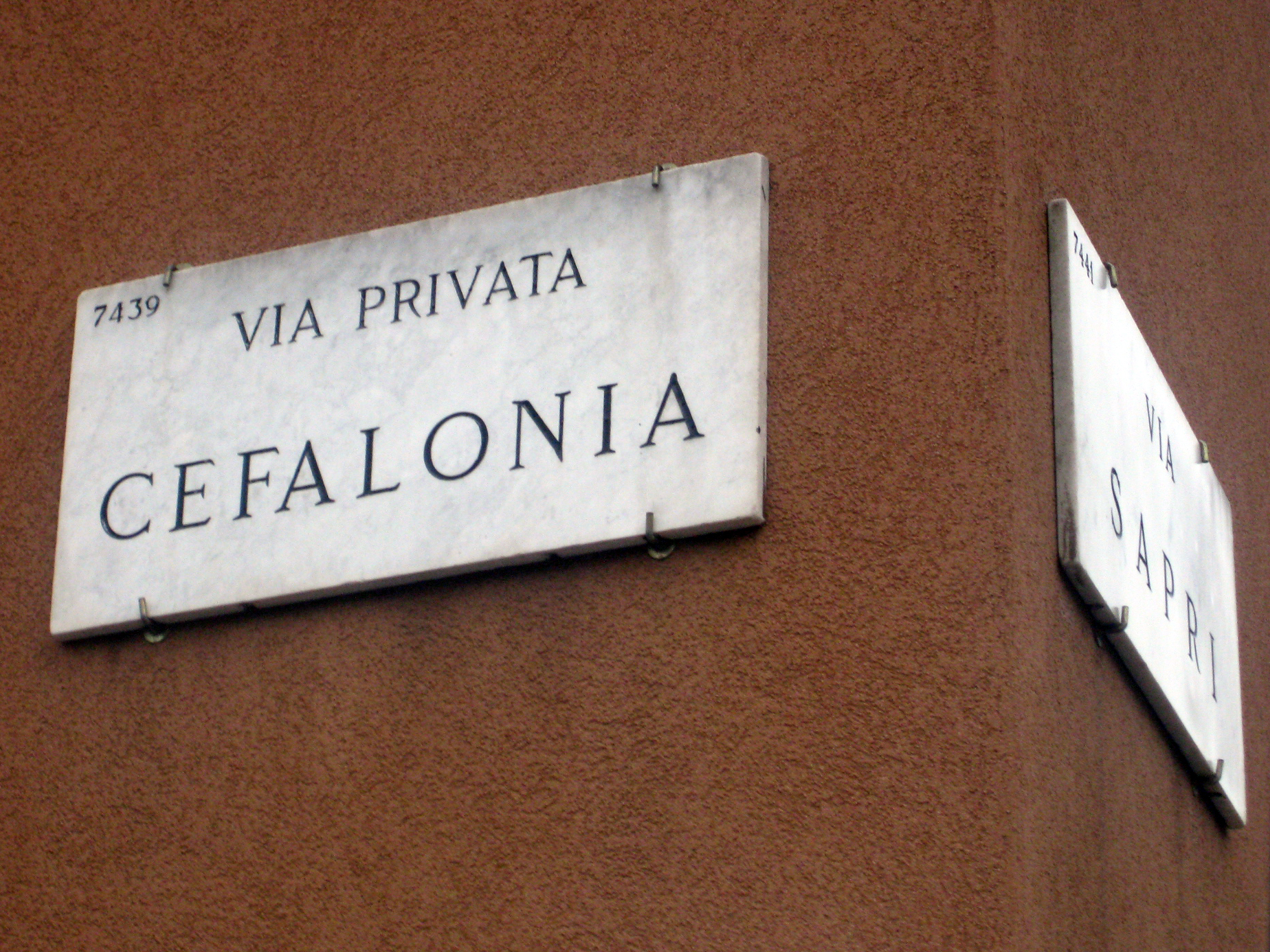
Die Via privata Cefalonia in Mailand

### Veteranentreffen und Museum
Bis in die Gegenwart finden auf verschiedenen Ebenen Treffen von Zeitzeugen und Gedenkfeiern statt. Ein kleines Museum wird von privater Initiative getragen und finanziert (neben der katholischen Kirche in Argostoli).

### Italienische Straßennamen
Zahlreiche Straßen in Italien tragen die Namen: Via Divisione Acqui, Via Martiri di Cefalonia, Viale degli Eroi di Cefalonia, Viale Eroi di Cefalonia, Via Caduti di Cefalonia oder mit allgemeinen Bezug auf die Insel: Corso Cefalonia, Via Cefalonia, Via Privata Cefalonia.